# Goldstone Catena
La Goldstone Catena (fino a marzo 2013 Goldstone Vallis) è una catena presente sulla superficie di Mercurio, a 15,75° di latitudine sud e 32,05° di longitudine ovest.
La catena è stata battezzata dall'Unione Astronomica Internazionale con lo stesso nome del radiotelescopio di Goldstone, in California.